# Tempel van Ares
De Tempel van Ares stond in het oude Athene in de Romeinse tijd midden op de Agora. De fundamenten van het bouwwerk zijn bewaard en die stammen uit het einde van de 1e eeuw v.Chr., maar de marmeren onderdelen van de bovenbouw die nog over zijn, komen uit de 2e helft van de 5e eeuw v.Chr. Hiermee is te reconstrueren dat het een Dorische peripteros (tempel met zuilen rondom) was met 6 x 13 zuilen en een afmeting van ca. 7,4 x 16,9 m. Architectuur en datering komen sterk overeen met de Tempel van Hephaistos; daarom heeft W.B. Dinsmoor (Hesperia 9 (1940) 1-52) gesuggereerd dat deze tempels door dezelfde architect zijn ontworpen.
Het gaat om een zogenaamde ‘zwervende tempel’, die door de Romeinen in zijn geheel verplaatst is vanuit een afgelegen deme (mogelijk was het de tempel van Athene Pallenis in het moderne Stavro) naar het centrum van de polis om te dienen voor een nieuw doel. De tempel werd daarbij zorgvuldig afgebroken en weer volledig opgebouwd. In het dak zijn ook delen van de tempel van Poseidon op Kaap Soenion hergebruikt. Waarschijnlijk diende de tempel voor de verering van de Romeinse keizer.
De identificatie als tempel van Ares is gebaseerd op de beschrijving van Pausanias (I, 8, 4), die verder alleen de aanwezigheid van een aantal standbeelden vermeldt: twee beelden van Aphrodite, een beeld van Ares door Alcamenes en een beeld van Pallas Athena door ene Locrus van Paros.